# Affektlogik
Der Begriff Affektlogik beschreibt eine umfassende Theorie zum Zusammenwirken von Fühlen und Denken.
Der Begriff setzt sich zusammen aus Affektivität (Gemüts- und Gefühlsleben) und Logik (Denken). Das Konzept der Affektlogik wurde 1982 vom Schweizer Psychiater Luc Ciompi erstmals in Buchform veröffentlicht und von ihm in mehreren Publikationen weiterentwickelt.

## Grundlagen
Ausgangspunkt der Affektlogik ist die Erkenntnis, dass Fühlen (Affektivität) und Denken (Kognition oder Logik) in allen psychischen Leistungen regelhaft zusammenwirken.
Detaillierter ist Affektlogik eine integrative Theorie zum Zusammenwirken von Fühlen und Denken, die psycho-sozio-biologische Theorien zu einem sinnvollen Gesamtkonzept von praktischem und theoretischem Nutzen verknüpft.
Die Affektlogik stellt eine Synthese von modernen neurobiologischen, psychologischen, psychoanalytischen, soziodynamischen und evolutionstheoretischen Erkenntnissen aus systemtheoretischer Perspektive dar.
Ursprünglich war das Konzept vorwiegend auf psychiatrische und psychotherapeutische Fragestellungen ausgerichtet. In der Folge erwies es sich als allgemeiner gültig und entwickelte sich zu einer Meta-Theorie von affektiv-kognitiven Wechselwirkungen aller Art.
Aus dem Konzept der Affektlogik ergeben sich vielfältige, bisher erst zu einem kleinen Teil genutzte Anwendungsmöglichkeiten in allen Gebieten von Alltag und Wissenschaft ergeben, in denen affektiv-kognitive Wechselwirkungen von Bedeutung sind, so insbesondere in der Psychologie, Psychotherapie und Psychiatrie, in der Soziologie, Pädagogik, Sozialen Arbeit, in Verkauf, Werbung und Politik.

## Definitionen
In der Affektlogik werden sowohl Affekte wie auch Kognition (Denken) und Logik in einem weiten Sinn verstanden, zugleich aber definitorisch voneinander scharf abgegrenzt zwecks Klärung ihrer gegenseitigen Beziehungen und Interaktionen.

### Affekt
Überlappende Begriffe wie Affekt, Emotion, Gefühl oder Stimmung sind in der wissenschaftlichen Literatur uneinheitlich definiert. Unter „Affekt“ bzw. „Affektivität“ zum Beispiel verstehen manche Autoren gefühlsartige Erscheinungen aller Art, während andere den Affektbegriff nur auf ganz bestimmte subjektive Erlebnisweisen anwenden.
Im Rahmen der Affektlogik dient der Begriff des Affekts als Oberbegriff für gefühlsartige Erscheinungen aller Art, die im Alltag wechselnd bald als Affekt, Emotion, Gefühl, Stimmung, Befindlichkeit, Gestimmtheit und anderes mehr bezeichnet werden.
Ein Affekt in diesem Sinn ist ein umfassender psycho-physischer Zustand von unterschiedlicher Dauer, Intensität, Qualität und Bewusstseinsnähe. Er ist durch bestimmte expressive, subjektive, körperliche und neurobiologische Phänomene charakterisiert und entspricht einem spezifischen bio-energetischen Zustand, bzw. einem gerichteten Energieverbrauchsmuster, meist mit der Tendenz eines „Hin zu“ oder „Weg von“.
Sogenannte Grundaffekte, darunter Neugier/Interesse, Angst, Wut, Freude und Trauer, sind vorwiegend angeboren, aber kulturell moduliert. Sie sind evolutionär an lebenswichtige Verhaltensweisen wie Erforschung der Umgebung, Flucht, Kampf, Nahrungsaufnahme, Sozialisierung, Sexualität, Bewältigung von Verlusten und so weiter gekoppelt und dienen der sinnvollen schnellen Anpassung von Psyche und Körper an wechselnde Umweltsituationen.
Auch Entspannung, Gelassenheit oder Gleichgültigkeit sind Affekte im definierten Sinn, mit unterschiedlichen Wirkungen auf Denken und Verhalten. Man ist, so gesehen, immer in einem bestimmten Affektzustand, und affektiv-kognitive Wechselwirkungen sind somit allgegenwärtig.

### Kognition
Auch der Begriff der Kognition  dient als Sammelbegriff für eine Reihe von Einzelfunktionen, darunter insbesondere Wahrnehmung, Aufmerksamkeit, Gedächtnis kombinatorisches Denken und Entscheiden.
Kognition in diesem Sinn ist die Fähigkeit, sensorische Unterschiede zu erfassen und mental weiter zu verarbeiten (zum Beispiel den Unterschied zwischen weiß und schwarz, warm und kalt, gefährlich oder harmlos zu erfassen und Beziehungen zwischen solchen Unterschieden – und Unterschieden von Unterschieden – herzustellen).

### Logik
Unter Logik  ist im Rahmen der Affektlogik nicht nur die formale (aristotelische) Logik, sondern ebenfalls die sogenannte Alltagslogik mit Einschluss von verschiedenen Varianten von affektspezifischer Logik zu verstehen (zum Beispiel eine „Logik der Angst“ ,eine „Logik der Wut“, eine „Logik der Liebe“, eine „Logik des Friedens“ oder des Kriegs). Logik in diesem Sinn ist definiert als die Art und Weise, wie einzelne kognitive Elemente zu einem umfassenden Ganzen (einem „Denkgebäude“, zum Beispiel einer bestimmten Theorie, Weltsicht, Mentalität oder Ideologie) verbunden werden.

## Funktionell integrierte Fühl-Denk-Verhaltensprogramme als „Bausteine der Psyche“
Gleichzeitig erlebte Affekte, Kognitionen und Verhaltensweisen werden im Gedächtnis miteinander verbunden und durch Wiederholungen zunehmend stabilisiert. Diese Verknüpfungen speichern wesentliche Erfahrungen, die in ähnlichen Situationen immer wieder aktiviert werden, das heißt gewissermaßen als Matrix oder „Programm“ für künftiges Fühlen, Denken und Verhalten (abgekürzt „FDV-Programme“) funktionieren.
Umfassendere FDV-Programme können durch einzelne ihrer Komponenten (zum Beispiel durch einen bestimmten Geruch, ein Gefühl oder eine Wahrnehmung) reaktiviert werden. Gewisse solche FDV-Programme sind angeboren (zum Beispiel gewisse Angst- oder Schreckreaktionen), die meisten aber durch Erfahrung erworben und zum Teil auch modifiziert.
Funktionell integrierte FDV-Programme von unterschiedlicher Komplexität sind die eigentlichen „Bausteine der Psyche“.

## Allgegenwärtige affektiv-kognitive Wechselwirkungen
Affekte und Kognitionen beeinflussen sich in allen psychischen Leistungen wechselseitig: Bestimmte Wahrnehmungen oder Gedanken lösen bestimmte Gefühle aus, deren Schalt- und Filterwirkungen ihrerseits die kognitiven Funktionen – vor allem Aufmerksamkeit, Gedächtnis, kombinatorisches Denken und Entscheiden – selektiv verändern.
Affekte wirken auf Tempo, Form und Inhalt des Denkens und beeinflussen laufend, was wir bevorzugt wahrnehmen, beachten, speichern, erinnern oder vergessen, und schließlich zu einem größeren „Denkgebäude“ (bzw. zu einer Logik im definierten Sinn) zusammenbauen.
Kognitive Elemente mit ähnlicher affektiver Färbung (zum Beispiel alle positiven bzw. negativen Aspekte einer bestimmten Person, einer Stadt oder eines Landes) werden bevorzugt miteinander verbunden, während gegenläufige Aspekte bevorzugt ausgeklammert („verdrängt“) werden. Ähnliche Affektfärbungen wirken insofern wie ein Leim oder Bindegewebe auf kognitive Elemente. In seiner „fraktalen Affektlogik“ (1997) greift Ciompi chaostheoretische Überlegungen auf: Er versteht affektive Stimmungen als chaotische Attraktoren, die die Wahrnehmung und das Denken in ihren Bann ziehen. Der Mensch kann nicht nicht affektiv gestimmt sein – mit dieser Annahme erweitert er das Axiom von Paul Watzlawick, dass der Mensch nicht nicht kommunizieren kann und bezieht die Affekte in die zwischenmenschliche Kommunikation ein.

### Beispiel: Die Rolle von Affekten im rationalen und wissenschaftlichen Denken
Entgegen der vorherrschenden Meinung sind affektive Komponenten auch an allem wissenschaftlich-mathematischen und formal logischen Denken beteiligt. Denn logische Widersprüche und Unstimmigkeiten gehen mit Unlustgefühlen, stimmige Lösungen dagegen mit Gefühlen der lustvollen Entspannung (sog. Heureka-Gefühlen) einher. Positive Gefühle bahnen und befestigen den Weg zu „rationalen“, d. h. möglichst spannungsarmen und affektenergetisch ökonomischen Lösungen, während negative Gefühle dazu beitragen, logische Unstimmigkeiten zu vermeiden. Gleich wie in andern FDV-Programmen treten solche Emotionen durch Wiederholung und Gewöhnung zunehmend in den Hintergrund, aber behalten ihre Wirkungen in Form der einmal gefundenen Denkwege. Darüber hinaus halten gemeinsame positive Gefühle, die mit den einzelnen Theorieelementen verbunden sind, umfassende wissenschaftliche Theorien ganz gleich zusammen wie alle anderen komplexen Denkgebäude.

## Energetische Wirkungen von Emotionen
Dank ihrer energetisierenden Wirkungen funktionieren bewusste oder unbewusste Emotionen als die eigentlichen Motoren und Motivatoren allen Denkens und Verhaltens. Diese energetisierenden Wirkungen sind ebenfalls dafür verantwortlich, dass kritisch steigende emotionale Spannungen, ganz ähnlich wie übergroße energetische Spannungen in psychischen oder sozialen Systemen, ähnlich wie in andern – zB. physischen, chemischen oder biologischen – offenen Systeme einen plötzlichen Umschlag (eine so genannte nicht-lineare Bifurkation im Sinn der Chaostheorie) des gesamten Fühlens, Denkens und Verhaltens in ein anderes globales Muster zu provozieren vermögen. Beispiele sind der Umschlag von einer Alltagslogik in eine Logik der Angst oder Wut, von einer Logik der Liebe in eine Logik des Hasses, von einer Logik des Friedens in eine Logik des Kriegs. Auch der Ausbruch von psychotischen Störungen kann bei vulnerablen Menschen durch übergroße emotionale Spannungen provoziert sein.
Ciompi versteht das Zusammenwirken von Emotion und Kognition als einen “genialen, von der Evolution erfundenen Zweiercode”, der es erlaubt, die gesamte Umwelt in überlebensrelevanter Weise zu erfassen.
Ausgehend von der Beobachtung, dass die genannten Wechselwirkungen zwischen Emotion und Kognition auf allen individuellen und kollektiven Ebenen grundsätzlich ähnlich (sogenannt selbstähnlich oder “fraktal” im Sinn der Chaostheorie) strukturiert sind, haben Ciompi und Endert im Buch “Gefühle machen Geschichte. Die Wirkung kollektiver Emotionen – von Hitler bis Obama” (2011) die Theorie der Affektlogik auch auf den kollektiven und sozialen Bereich angewendet. Unter kollektiven Emotionen verstehen sie Emotionen, die von einer Mehrheit oder Minderheit von Angehörigen eines Kollektivs beliebiger Größe geteilt werden. Emotionen sind oft hochgradig ansteckend und vermögen sich epidemieartig auszubreiten. Sie können zudem von charismatischen Führerpersönlichkeiten gezielt geschürt werden. Die gebündelten Energien von kollektiven Emotionen vermögen gewaltige soziale Wirkungen zu entfalten, so z. B. Massenpanik oder -begeisterung, soziale Umwälzungen, Revolutionen oder Kriege. Nach Ciompi funktionieren Emotionen auch im sozialen Bereich als grundlegende Motoren und Motivatoren allen kollektiven Denkens und Verhaltens.

## Praktische und theoretische Konsequenzen
Insgesamt führt die Affektlogik zum Schluss, dass offene oder versteckte emotionale Komponenten all unser Denken und Verhalten in weit stärkerem Masse bestimmen, als gemeinhin angenommen. Diese Erkenntnis hat vielfältige praktische und theoretische Konsequenzen. Eine angemessene Beachtung der denkbeeinflussenden Wirkungen von Gefühlen führt zu einem neuen Verständnis von interpersonellen, mikrosozialen und makrosozialen Prozessen, zu neuen Techniken der Beeinflussung von Denken und Verhalten durch vorwiegend affekt- statt kognitionszentrierte Verfahren, sowie zu neuen Ansätzen in der Behandlung von psychischen und sozialen Störungen. Auch körperzentrierte Therapien stellen ein interessantes Anwendungsgebiet der Affektlogik dar.
Besonders wichtig sind die Implikationen der Affektlogik für Kommunikationstechniken jeder Art, von der partnerschaftlichen bis zur internationalen Ebene. Information ohne affektive Färbung hat keine Energie, wirkt langweilig und lässt gleichgültig (zu beachten ist indessen, dass auch Gelassenheit und Entspannung Affekte im Sinn der Affektlogik sind!).
Erfolgreiche Kommunikation hängt oft mehr von der emotionalen Tönung als vom kognitiven Inhalt einer Botschaft ab. Informationen mit Affektfärbungen, die mit der eigenen affektiven Befindlichkeit harmonieren, werden bevorzugt beachtet und aufgenommen, während gefühlsmäßig unangenehme Informationen missachtet werden. Kommunikation wird begünstigt durch eine möglichst ähnliche und behindert durch eine stark verschiedene „affektive Wellenlänge“ der beteiligten Kommunikationspartner.
Geschickte Redner, Verkäufer, Politiker, Diplomaten, Psychotherapeuten, Performance-Künstler etc. passen deshalb ihre (verbale und nicht-verbale) Sprache gezielt der Stimmung ihres Publikums an bzw. versuchen zuerst eine gemeinsame emotionale Atmosphäre zu schaffen, bevor sie ihre Botschaft einbringen.

### Anwendungsbeispiele
Anwendung findet die Affektlogik beispielsweise in der Erforschung von politischem Extremismus.
Bekannt ist zudem die praktische Anwendung der Konzepte der Affektlogik in der Therapie von Schizophrenien nach dem Soteria-Prinzip.

## Erkenntnistheoretische, philosophische und ethische Aspekte. Der homo sapiens emotionalis
Das Konzept der Affektlogik führt zu der Einsicht, dass der Mensch zutiefst nicht nur ein „homo sapiens“, sondern ein „homo sapiens emotionalis“ ist. Aus dieser Perspektive setzt sich Ciompi in seinem Büchern “Außenwelt – Innenwelt. Die Entstehung von Zeit, Raum und psychischen Strukturen” (1988) sowie “Die emotionalen Grundlagen des Denkens. Entwurf einer fraktalen Affektlogik” (1997) und “Ciompi reflektiert. Wissenschaftliches, Persönliches und Weltanschauliches aus der Altersperspektive” (2021) mehrfach auch mit erkenntnistheoretischen, philosophischen und ethischen Fragen auseinander, so mit dem Problem von Raum, Zeit und Zeiterleben sowie mit dem Wesen von Geist und Geistigem. Raum und Zeit bestehen nach den Erkenntnissen der modernen Wissenschaft, und insbesondere der Relativitätstheorie nicht zum vorneherein und unabhängig von der Evolution der Materie, sondern entwickeln sich zusammen mit ihr seit dem Big Bang vor über 13 Milliarden Jahren. Gestützt auf die Untersuchungen von Jean Piaget kommt Ciompi zum Schluss, dass sowohl die onto- wie die phylogenetische Entwicklung des menschlichen Zeiterlebens prinzipiell ähnlichen „quasi relativistischen“ Gesetzmäßigkeiten folgt. Das Prinzip der zunehmenden Abstraktion durch spannungslösende Sprünge auf höhere Verstehensebenen (der sog. majorisierende Aequilibration) und des progressiven Absehens vom engen ego- bezw. anthropozentrischen Blickwinkel (der sog. Dezentralisation) nach Piaget spielen laut Ciompi bei der evolutionären Entstehung von differenzierten Formen von Geist und Bewusstsein eine Schlüsselrolle.
Als weiteren Schritt einer solchen Dezentralisation schlägt Ciompi vor, als „geistig“ im weiten Sinn ein zunächst vom Menschen völlig unabhängiges, immaterielles und zeit- und raumloses Netzwerk von abstrakten Beziehungen und Verhältnissen (Konjunktionen und Exklusionen, Kausalzusammenhängen, Naturgesetzen, mathematische Gesetzmäßigkeiten usf.) zu verstehen, das zusammen mit der Materie in Erscheinung tritt und sich im Lauf der Evolution immer differenzierter sowohl entfaltet wie damit gewissermaßen auch wahrnimmt. Mit der evolutionären Differenzierung der Materie vom Elementarteilchen und Atomen über anorganische und immer komplexere organische Moleküle bis zu lebenden Organismen mit komplexen Zentralnervensystemen erreicht dieser Prozess bei höheren Tieren und speziell beim Menschen einen Höhepunkt: Nach Konrad Lorenz, auf den sich Ciompi hier stützt, entspricht jede höhere Differenzierung von Leben einer immer differenzierteren Wahrnehmung der Umwelt und der ihr innewohnenden Gesetzmäßigkeiten. Das Gehirn des Menschen sei die differenzierteste Materie, die es gibt.
Geist im herkömmlichen engeren Sinn tritt somit im Lauf der Evolution progressiv von ersten Keimen in den kognitiven Funktionen von Pflanzen und Tieren bis zu den höchsten geistigen Leistungen des Menschen in Erscheinung. Mythen, Religionen, Wissenschaft und Kunst können, so gesehen, als verschiedenartige und immer in bestimmter Weise einseitige Versuche verstanden werden, etwas von dem genannten, unabhängig vom Menschen existierenden abstrakten unendlichen Beziehungsgeflecht zu erfassen, das zusammen mit der „Evolution der Materie“ in Erscheinung tritt.
Eine solche Sichtweise ist laut Ciompi imstande, den Graben zwischen einer wissenschaftlichen und einer religiösen oder spirituellen Weltsicht ein Stück weit zu überbrücken, insbesondere wenn man die Synergetik – die energieökonomischen Vorteile des Zusammenwirkens – sowohl als Motor der Evolution wie auch als eine Form von „Liebe“ in weitestem Sinne versteht. Menschliche Technik und Kultur können als Fortsetzung der Evolution auf sowohl technisch-materieller wie auch geistiger Ebene verstanden werden. Der Mensch ist nicht nur selbst ein Teil dieser Evolution, sondern er ist dank seinen überragenden Fähigkeiten und Wirkungen auf die Umwelt auch ein Stück weit für sie verantwortlich.

## Weiterführende Literatur

### Bücher
- L. Ciompi: Affektlogik. Über die Struktur der Psyche und ihre Entwicklung. Ein Beitrag zur Schizophrenieforschung. Klett-Cotta, Stuttgart 1982.
- L. Ciompi: Außenwelt – Innenwelt. Die Entstehung von Zeit, Raum und psychischen Strukturen. Vandenhoeck & Ruprecht, Göttingen 1988.
- L. Ciompi: Die emotionalen Grundlagen des Denkens. Entwurf einer fraktalen Affektlogik. Vandenhoeck & Ruprecht, Göttingen 1997.
- L. Ciompi: Gefühle, Affekte, Affektlogik. Ihr Stellenwert in unserem Menschen- und Weltverständnis. (= Wiener Vorlesungen im Rathaus. Band 89). Picus, Wien 2002.
- B. Nunold: Freiheit und Verhängnis. Heideggers Topologie des Seins und die fraktale Affektlogik. Edition Fatal, München 2004.
- L. Ciompi: Ciompi reflektiert.. Wissenschaftliches, Persönliches und Weltanschauliches aus der Altersperspektive.Vandenhoeck & Ruprecht, Göttingen 2020

### Zeitschriftenartikel
- L. Ciompi: Die Hypothese der Affektlogik. In: Spektrum der Wissenschaft. Band 2, 1993, S. 76–82.
- L. Ciompi: Für eine sanftere Psychiatrie – Zum Menschen- und  Krankheitsverständnis der Affektlogik. In: Psychiatrische Praxis. Band 30, Suppl. 1, 2003, S. 528–536.
- L. Ciompi: Ein blinder Fleck bei Niklas Luhmann? Soziodynamische Wirkungen von Emotionen nach dem Konzept der fraktalen Affektlogik. In: Soziale Systeme. Band 10, 2004, S. 21–49c
- L. Ciompi, W. Tschacher: Affect-logic, embodiment, synergetics, and the free energy principle: New approaches to the understanding and treatment of schizophrenia. In: Entropy. Band 23, Nr. 12, 2021, S. 1619. DOI:10.3390/e23121619